# Paternité
Pour les articles homonymes, voir Père et La Paternité (homonymie).
La paternité est la reconnaissance sociale ou biologique du lien de parenté entre un père et un enfant.

## Notion de paternité
La paternité fait référence à deux éléments, selon le Dictionnaire de l'Académie française dans sa neuvième version : d'une part le fait d'être père, la qualité ou l'état de père ; d'autre part, le lien de droit établi entre un père et son enfant. Par ailleurs, dans un sens figuré, la paternité peut être le fait d'être l'auteur d'une œuvre ou d'une invention, par exemple.

### Face aux enfants
Une présence active du père lors des différentes étapes du développement de l'enfant s'avère très importante pour la construction de l'identité sexuée de celui-ci et pour l'acquisition de son autonomie. « L'implication du père est nécessaire non seulement pour favoriser l'acquisition de la masculinité chez le garçon et de la féminité chez la fille, mais aussi pour conforter l'enfant dans ses réactions d'autonomie lorsque survient un conflit avec sa mère. »
L’homme doit faire sa place dans le couple auprès des enfants. Il ne peut plus compter sur un pouvoir conféré automatiquement : on ne naît plus père, on le devient. Et cela en lançant des défis à la société, à soi-même, à la mère, à l’enfant.
Les enfants ont besoin de leur père, qu’il soit vivant ou mort, présent ou absent, « compétent » ou non. « Ils se structurent dans la filiation à leurs deux parents », explique Florence N’Da-Konan, responsable « parentalité » à l'École des parents (EPE) d’Île-de-France.

« Un papa peut être déplorable mais il est important de lui faire sa place : mieux vaut s’adosser à un arbre tordu qu’au vide ! »

— Jacques Arènes, Y a-t-il encore un père à la maison ?, Fleurus, 1997
L'absence de divers congés réellement paritaires autour de l’enfant et d'une campagne d’amélioration de la culture d’entreprise reste un frein à la place effective du père dans sa famille.
En France, selon un récent[Quand ?] rapport de la DRESS (Direction de la Recherche, des Études, de l'Évaluation et des Statistiques) :
- 20 % des hommes sont prêts à s’arrêter de travailler pour se consacrer à leurs enfants trois ans ou plus ;
- 10 % des femmes ne souhaitent pas s’arrêter plus de trois mois après la naissance de leur enfant.

## Histoire de la paternité

### Préhistoire
Selon Jacques Dupuis, qui s'appuie sur les travaux d'ethnologues et d'anthropologues tels que Margaret Mead (1901-1978), Mircea Eliade (1907-1986) ou James George Frazer (1854-1941), le rôle de l'homme dans la paternité a probablement été découvert il y a 6 000 ou 7 000 ans,.

### Antiquité
Plus tard, pour les philosophes présocratiques, le rôle de l'homme dans la paternité ne fait plus aucun doute. C'est au contraire le rôle de la mère qui donne lieu à débat. Les philosophes s'interrogent sur l'origine de la semence masculine, qui pourrait provenir du cerveau, ou de la moëlle épinière. Même s'il existe deux semences, mâle et femelle, que peuvent d'ailleurs produire l'homme, et pour certains la femme, le rôle biologique du père est vu comme prépondérant, en accord avec la vision du rôle de Zeus, père d'origine à la fois donateur de semence, gestateur et accouchant. Il faudra attendre Hippocrate (vers 460 avant J.-C. - 377 av. J.-C.) pour qu'un rôle égal soit donné au père et à la mère dans l'apport de la semence.

### XIXesiècleetXXIesiècle
En Europe, entre la Révolution française et 1960, selon l'historien Peter Hallama, l'histoire de la paternité est constituée d'une longue période avec des rôles bien différents entre hommes et femmes — le père étant à la fois « pater familias » et souvent hors de la maison du fait de son travail — période toutefois marquée par de plus en plus d'interventions des États dans certains domaines de la vie familiale, suivie d'une rupture dans les années 1960 avec davantage d'égalité entre eux et une modification de leurs statuts et rôles, avec des « nouveaux pères » présents et actifs auprès de leurs enfants.
En Europe, au début du XIXe siècle, le Code civil napoléonien de 1804, adopté dans plusieurs pays, rétablit le rôle du père chef tout-puissant de sa famille. Toutefois, les décennies suivantes voient les États apporter des modifications à ce statut. C'est le cas dès le mariage devenu un acte civil et non plus seulement religieux (dès la Révolution française en France, 1875 dans l'Empire allemand, 1917 en Russie). Des lois concernant la protection de l'enfance sont adoptées ; certaines touchent aussi aux statuts de l'autorité paternelle ou l'autorité parentale, selon les pays. L'intérêt de l'enfant lui-même est davantage pris en compte et, par exemple, les enfants légitimes et naturels sont mis sur un pied d'égalité vis-à-vis de leur père (en 1915 en Norvège, 1918 en Union soviétique, 1972 en France). De plus, les États mettent en place la scolarisation universelle et obligatoire, ce qui diminue l'influence du père quant aux savoir-faire et à l'orientation professionnelle. Les autres changements sociétaux, tels ceux relatifs à la révolution industrielle et à une culture marquée par une vision romantique de la mère, affaiblissent aussi dans les milieux bourgeois le rôle autrefois tout-puissant du père. Cependant, certaines classes de la société ont moins cette vision du père « pater familias » et de la femme recluse dans son foyer pour veiller sur la maisonnée et les enfants : dans les milieux ouvriers, ces dernières travaillent, tout comme les hommes. En ce qui concerne les milieux paysans, les historiens connaissent peu les répartitions des rôles familiaux, avec souvent au moins trois générations sous le même toit, et les relations pouvaient y être elles aussi différentes de celles de la famille parents-enfants des classes moyennes.
Après la Seconde Guerre mondiale, les sociétés européennes se démocratisent davantage et le père est plus associé à l'idée de cette transition démocratique ; il perd la symbolique de toute puissance qui pouvait être reliée aux régimes autoritaires et aux violences de la première moitié du XXe siècle. Dès 1945 en Allemagne et dans les années 1960 avec les mouvements liés à la jeunesse, l'idée de paternité « douce » est présente ; dans la loi, l'« autorité paternelle » devient l'« autorité parentale » (dès 1949 en Tchécoslovaquie, 1950 en Allemagne, puis 1970 en France ; et en 1980, elle devient « soin parental » en Allemagne de l'Est). La deuxième vague du féminisme marque les années 1960-1970 avec notamment la revendication de l'égalité des genres au sein de la famille ; ceci mène à de nouvelles mesures législatives en faveur de celle-ci, dont les différentes formes et déclinaisons du congé de paternité (dès 1974 en Suède) qui viendront par la suite : droit au congé de paternité, quotas de congés parentaux réservés au père, bonus s'il y partage du congé parental. À cette époque, la société voit aussi les salles d'accouchement des hôpitaux accueillir plus souvent des pères, et des manuels de puériculture lui donnent davantage de place, le sollicitant par exemple pour le soin de l'enfant dès sa naissance. De la division nette des rôles selon les genres, on passe à une égalité entre eux ; toutefois, ces changements sont aussi accompagnés de résistances, notamment liées à des craintes et de l'inertie : répartition des tâches domestiques, regards sur les liens parent-enfant et question du lien père-enfant par rapport à celui mère-enfant, idée de la « figure paternelle forte » du passé revue en lien avec la profession et la sphère publique, peur d'une « perte d'une prétendue virilité »,. Le sociologue Gérard Neyrand insiste sur la nécessité d'un "dialogue familial" comme principe de régulation dans ces nouvelles familles qui se veulent démocratiques et où la place du père s'est profondément transformée.
Depuis les années 1970, les familles en elles-mêmes prennent des formes diverses, notamment lorsqu'il y a rupture du mariage et du couple parental. Par ailleurs, les questions des pères seuls avec la charge de leur famille existent depuis bien longtemps, notamment si l'on considère le veuvage. Peter Hallama note que sur plusieurs décennies, en Union européenne, le taux de famille avec « monoparentalité » masculine s'est haussé jusqu'à 15 % des familles monoparentales. Dès les années 1980, un autre enjeu politique et médiatique apparaît avec l'homoparentalité, celle-ci étant encore source de débats sur certains sujets, notamment autour de l'adoption ; celle-ci est légale pour 17 pays d'Europe en 2018. Des auteurs célèbres ou leurs enfants ont parfois témoigné de leurs expériences de vie, tels l'écrivain français André Gide (1869-1951) ou le fils cadet de l'écrivain irlandais Oscar Wilde (1854-1900).

## Dans la mythologie

### Mythologie grecque
Dans la mythologie grecque, c'est Cécrops qui découvre le rôle biologique dans la paternité,.
La parentalité biologique n'est pas figée : les dieux, voire les hommes peuvent aussi bien être autochtones (nés de la terre, Gaïa), qu'être engendrés par un père seul, Zeus en étant l'archétype. Érichthonios, lui, est quelquefois présenté comme un pur autochtone, mais le plus souvent présenté comme ayant deux pères : le père biologique Héphaïstos et le père social Athena, la déesse vierge qui ne saurait être mère selon Jean-Baptiste Bonnard.

## Paternité tardive
Il n'existe pas de limite d'âge pour être père, et plusieurs exemples connus en témoignent : Yves Montand a été père à 67 ans, Charlie Chaplin a eu son dernier enfant, Christopher, à 73 ans, Anthony Quinn a eu son treizième enfant à 81 ans, et le prix Nobel de littérature Saul Bellow a eu une fille à 84 ans. Une étude sociologique a été réalisée à ce sujet par le CNRS en 2005.
Les médecins situent à 53 ans la limite de tentative de traitement pour les cas d'infertilité masculine.
Le père le plus âgé à avoir donné naissance à un enfant serait un indien de 96 ans, Ramjeet Raghav,.